# Peratophyga xanthyala
Peratophyga xanthyala är en fjärilsart som beskrevs av George Francis Hampson 1896. Peratophyga xanthyala ingår i släktet Peratophyga och familjen mätare. Inga underarter finns listade i Catalogue of Life.